# Lindia pallida
Lindia pallida är en hjuldjursart som beskrevs av Harry K. Harring och Myers 1922. Lindia pallida ingår i släktet Lindia och familjen Lindiidae. Inga underarter finns listade i Catalogue of Life.